# Lijst van Stolpersteine in Hilvarenbeek

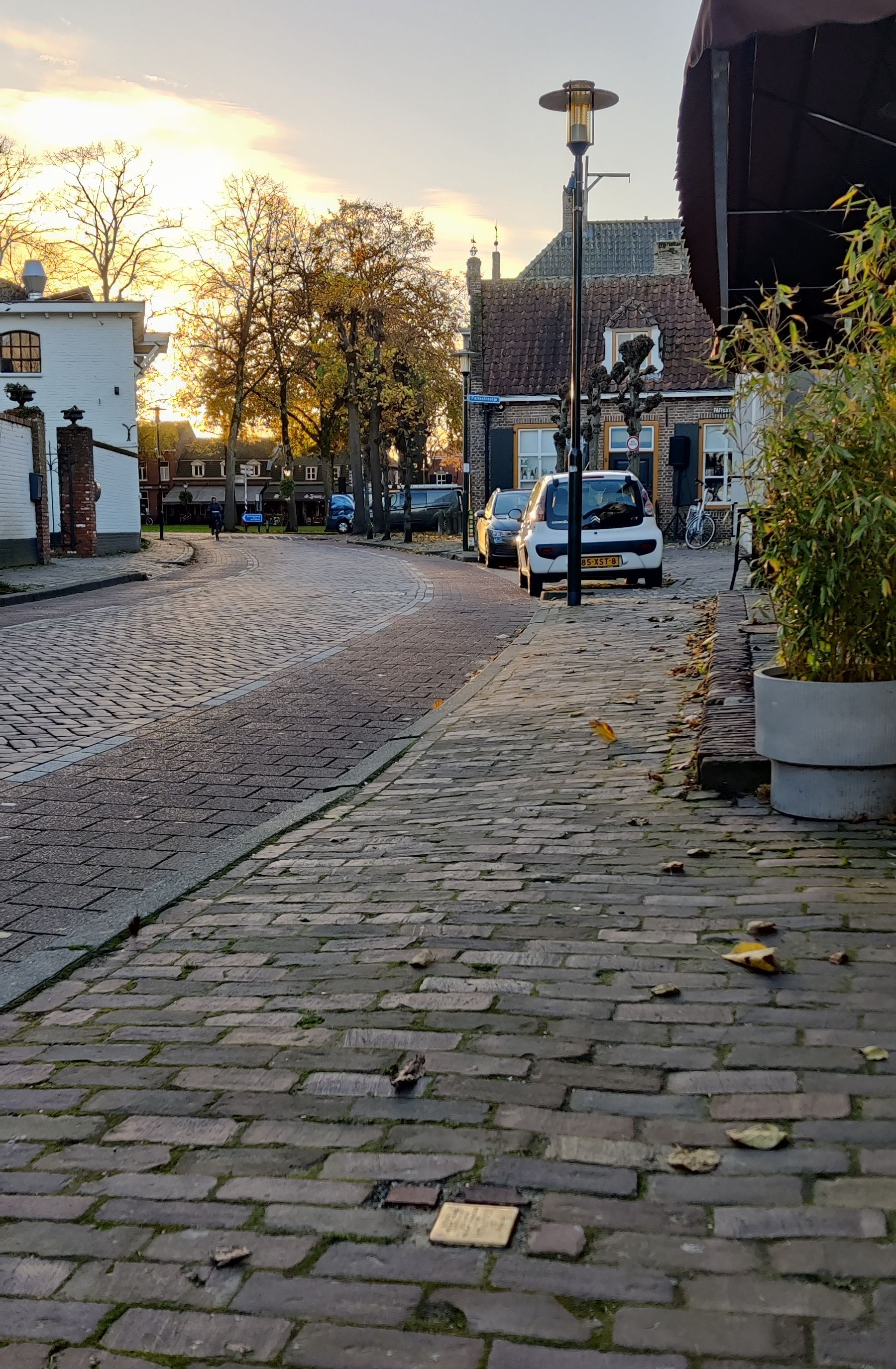
Stolperstein in Hilvarenbeek voor Ida de Haaff-Lion

De lijst van Stolpersteine in Hilvarenbeek geeft een overzicht van de gedenkstenen die in de gemeente Hilvarenbeek in de Nederlandse provincie Noord-Brabant zijn geplaatst in het kader van het Stolpersteine-project van de Duitse beeldhouwer-kunstenaar Gunter Demnig.
Stolpersteine zijn opgedragen aan slachtoffers van het nationaalsocialisme, al diegenen die zijn vervolgd, gedeporteerd, vermoord, gedwongen te emigreren of tot zelfmoord gedreven door het nazi-regime. Demnig legt voor elk slachtoffer een aparte steen, meestal voor de laatste zelfgekozen woning.
Omdat het Stolpersteine-project doorloopt, kan deze lijst onvolledig zijn.

## Stolpersteine
In Hilvarenbeek ligt een Stolperstein.

### Hilvarenbeek
| Afbeelding | Inscriptie | Adres                        | Herdachte persoon             |
| ---------- | --- | ---------------------------- | ----------------------------- |
|            | HIER WOONDE IDA DE HAAFF-LION GEB. 1917 GEÏNTERNEERD 4-10-1942 GEDEPORTEERD UIT WESTERBORK VERMOORD 30-11-1943 AUSCHWITZ | Paardenstraat 11 Kaart (OSM) | Ida de Haaff-Lion (1917-1943) |

## Data van plaatsingen
- 26 oktober 2024: een Stolperstein op Paardenstraat 11